# Слаковець
46°24′ пн. ш. 16°22′ сх. д. / 46.40° пн. ш. 16.37° сх. д.
Слаковець (хорв. Slakovec) — населений пункт у Хорватії, в Меджимурській жупанії у складі громади Неделище.

## Населення
Населення за даними перепису 2011 року становило 559 осіб.
Динаміка чисельності населення поселення:

## Клімат
Середня річна температура становить 10,13 °C, середня максимальна – 24,52 °C, а середня мінімальна – -6,55 °C. Середня річна кількість опадів – 830 мм.
| Клімат поселення                              | Клімат поселення | Клімат поселення | Клімат поселення | Клімат поселення | Клімат поселення | Клімат поселення | Клімат поселення | Клімат поселення | Клімат поселення | Клімат поселення | Клімат поселення | Клімат поселення | Клімат поселення |
| Показник                                      | Січ.             | Лют.             | Бер.             | Квіт.            | Трав.            | Черв.            | Лип.             | Серп.            | Вер.             | Жовт.            | Лист.            | Груд.            |                  |
| Середній максимум, °C                         | 5,25             | 7,38             | 11,90            | 16,25            | 21,49            | 24,52            | 23,95            | 23,36            | 19,33            | 14,15            | 8,41             | 4,47             |                  |
| Середня температура, °C                       | −0,64            | 1,48             | 5,98             | 10,35            | 15,59            | 18,62            | 20,03            | 19,45            | 15,40            | 10,22            | 4,50             | 0,55             |                  |
| Середній мінімум, °C                          | −6,55            | −4,42            | 0,08             | 4,45             | 9,70             | 12,72            | 16,12            | 15,52            | 11,51            | 6,30             | 0,59             | −3,36            |                  |
| Норма опадів, мм                              | 39               | 42               | 54               | 65               | 72               | 94               | 90               | 89               | 81               | 75               | 74               | 55               |                  |
| Середньомісячна швидкість вітру, м/с          | 1.97             | 2.20             | 2.59             | 2.60             | 2.40             | 2.12             | 2.10             | 1.86             | 1.90             | 1.90             | 2.00             | 2.00             |                  |
| Середньомісячна сонячна радіація, кДж/м²·день | 4012             | 6724             | 10520            | 14923            | 18973            | 20852            | 21294            | 18667            | 13806            | 8595             | 4467             | 3230             |                  |
| --------------------------------------------- | ---------------- | ---------------- | ---------------- | ---------------- | ---------------- | ---------------- | ---------------- | ---------------- | ---------------- | ---------------- | ---------------- | ---------------- | ---------------- |
| Джерело:                                      |                  |                  |                  |                  |                  |                  |                  |                  |                  |                  |                  |                  |                  |